# Anke Lindemann
Anke Lindemann (* 1967) ist eine ehemalige deutsche Volleyballspielerin.
Anke Lindemann war 51-fache Nationalspielerin für die Frauen-Volleyballnationalmannschaft der DDR, mit der sie 1986 das Halbfinale der Weltmeisterschaft in Prag erreichte und ein Jahr später in Belgien Europameisterin wurde. Mit ihrem Verein SC Traktor Schwerin gewann die Universalspielerin 1988 und 1990 den FDGB-Pokal. Nach der Wende spielte Lindemann beim Bundesligisten VG Alstertal-Harksheide.